# Wabasha
Wabasha è una città degli Stati Uniti d'America, situata in Minnesota, nella Contea di Wabasha, della quale è anche capoluogo.

## Nome
Wabasha prende il nome dai capi misti Dakota della Mdewakanton, Wapi-sha, o 'foglia rossa' (wáȟpe šá - foglia rossa), tra cui Wabasha I (1718–1806), Wabasha II (1768–1855) e Wabasha III (±1816–1876). Quest'ultimo ha firmato trattati nel 1830 e nel 1851, cedendo terre che hanno portato alla rimozione della sua tribù alla riserva di Crow Creek nel Territorio del Dakota e successivamente alla riserva di Santee nel Nebraska.

## Geografia
Wabasha copre un'area di 9,25 miglia quadrate, con 8,19 miglia quadrate di terra e 1,06 miglia quadrate di acqua. Si trova sul fiume Mississippi, ai piedi del lago Pepin, con la U.S. Highway 61 e la Minnesota Highway 60 come principali vie nella città.

## Demografia
Al censimento del 2020, Wabasha aveva una popolazione di 2559 abitanti, con una densità di popolazione di 312,42/sqmi. La città ha una demografia diversificata, con il 93% di bianchi, l'1,4% di neri, lo 0,4% di asiatici e il 2,6% di residenti ispanici o latini.

## Arte e cultura
Wabasha è sede del National Eagle Center e della chiesa episcopale più antica del Minnesota, la Grace Memorial Episcopal Church, che presenta una vetrata artistica di Tiffany.

## Nella cultura popolare
Wabasha ha ottenuto riconoscimento attraverso i film Due irresistibili brontoloni (1993) e That's Amore - Due improbabili seduttori (1995), entrambi ambientati nella città. Un cartello posto all'ingresso della città rende omaggio a questi film.

## Governo
Wabasha si trova nel 1º distretto congressuale del Minnesota e è rappresentata dal repubblicano Brad Finstad. Emily Durand è l'attuale sindaco.

## Istruzione
Gestita dal Wabasha-Kellogg Independent School District 811, Wabasha-Kellogg è una scuola K-12. Inoltre, la St. Felix Catholic School è una scuola privata che offre un curriculum Pre K-6.